# فابیان باومگارتل
فابیان باومگارتل (انگلیسی: Fabian Baumgärtel؛ زادهٔ ۷ ژوئیهٔ ۱۹۸۹) بازیکن فوتبال اهل آلمان است.
از باشگاه‌هایی که در آن بازی کرده‌است می‌توان به باشگاه فوتبال گروتر فورث و باشگاه فوتبال آلمانیا آخن اشاره کرد.